# Setsuko
Setsuko ist ein weiblicher japanischer Vorname.

## Bekannte Namensträger
- Setsuko Hara (1920–2015), japanische Schauspielerin
- Setsuko Ōta (* um 1935), japanische Badmintonspielerin
- Setsuko Shinoda (* 1955), japanische Schriftstellerin